# Ozodiceromya arizonensis
Ozodiceromya arizonensis är en tvåvingeart som först beskrevs av Cole 1923.  Ozodiceromya arizonensis ingår i släktet Ozodiceromya och familjen stilettflugor.
Artens utbredningsområde är Arizona. Inga underarter finns listade i Catalogue of Life.